# Arsin
Arsin è una città della Turchia, centro dell'omonimo distretto della provincia di Edirne.
Arsin dista 18 km dal centro della città di Trebisonda.